# Рогожников, Михаил Владимирович
Михаи́л Влади́мирович Рого́жников (род. 22.01.1962) — российский журналист и общественный деятель. Заместитель директора Института общественного проектирования (ИНОП). Заместитель главного редактора журнала «Русский репортёр».

## Биография
После службы в армии с 20 лет начал работать корреспондентом газеты «Московский комсомолец». Позднее работал в газетах «Ленинское знамя», «КоммерсантЪ», «Московские новости», «Время МН», в «Столичной вечерней газете».
Окончил факультет журналистики МГУ имени М. В. Ломоносова.
В сентябре 1992—1993 годы — выпускающий редактор еженедельного приложения «КоммерсантЪ-DAILY» к газете «КоммерсантЪ».
В декабре 1992 года стал учредителем АОЗТ «КоммерсантЪ-Weekly».
В 1993—1995 годы — главный редактор еженедельного журнала «КоммерсантЪ» ИД «КоммерсантЪ». Был уволен после отказа писать критическую статью о Сбербанке в интересах инвестора — владельца банка Столичный А.Смоленского. В знак протеста против увольнения Рогожникова вместе с ним уволился весь коллектив КоммерсантЪ-Weekly, впоследствии ставший основой коллектива журнала «Эксперт».
В 1995—1996 годах — главный редактор журнала «Эксперт».
В 2000—2002 годах — главный редактор Страна.Ru.
С 2003 года работал в «Столичной вечерней газете».
Впоследствии — заместитель главного редактора журнала «Эксперт», редактор сайта издания.
Заместитель директора Института общественного проектирования (ИНОП).